# 夏の魔物 (ユニット)
夏の魔物（なつのまもの）とは、ロックフェス「AOMORI ROCK FESTIVAL（通称・夏の魔物）」の主催者、成田大致（なりただいち）によって結成された、かつて存在した音楽ユニットである。

## 来歴

### 前史（THE WAYBARK〜SILLYTHING）
バンド「THE WAYBARK」（ザ・ウェイバー、2002年結成）のヴォーカルだった成田大致が、2006年にロックフェス「夏の魔物」を立ち上げる。
THE WAYBARKは2012年4月15日に活動終了、即「SILLYTHING」（シリーシング）を結成。9月には1stアルバム『cross wizard』をリリースするが、THE WAYBARKからのメンバーは成田の「音楽でプロレスをやりたい」という概念が理解できずに全員脱退してしまう。同年12月6日に解散を発表、ツアーファイナルはキャンセルとなった。

### DPG
2013年
- 3月、オーディションにより選ばれたエンターテイメントグループ「DPG」が誕生。バンドマン、プロレスラーなど様々なジャンルのメンバーによって構成される。

### 夏の魔物
2015年
- 3月20日、「DPG」から「夏の魔物」に改名。
- 6月12日、ケンドー・リリコ脱退。ポニーキャニオンよりメジャーデビューすることを発表。ケンドー・チャンが加入。
- 8月26日、「恋愛至上主義サマーエブリデイ / どきめきライブ・ラリ」をリリース。

2016年
- 7月15日、鏡るびいが加入。
- 9月7日、アルバム『夏の魔物』をリリース。

2017年
- 1月3日、塚本舞の脱退が発表される。

### THE 夏の魔物
2017年
- 1月6日、「夏の魔物」から「THE 夏の魔物」に改名。また、ケンドー・チャンが泉茉里に名義を改めることを発表。さらに、元BELLRING少女ハートの朝倉みずほが麻宮みずほと名前を改め加入。
- 9月17日、音楽性の違いにより麻宮みずほが脱退することが発表。
- 10月25日、バップから1stアルバム「THE 夏の魔物」をリリース。

2018年
- 8月17日、泉茉里の脱退が発表。
- 12月19日、新メンバー浅森咲希奈、Mai-kouを迎え、ビクターエンタテインメントに移籍し、2ndアルバム「この部屋が世界のすべてである僕、あるいは君の物語」をリリース[4]。

2019年
- 3月31日、「THE 夏の魔物」解散[5]。

## メンバー
- 成田大致（DPG - 2019年3月31日）
- 大内ライダー → 大内雷電（DPG - 2019年1月6日）
- アントーニオ本多 (DPG - 2019年3月31日)
- 細身のシャイボーイ（DPG - 2014年6月25日）
- 福田洋（トランザム★ヒロシ）（DPG - 2014年8月8日）
- ユカ・サカザキ（坂崎ユカ）（DPG - 2014年2月3日）
※2013年12月15日 - 2014年2月3日はブラックDPGとして活動
- ケンドー・リリコ（辰巳リカ）（DPG - 2015年6月12日）
※2013年12月15日 - 2015年1月30日はブラックDPGとして活動
- ステファニー・アユミ（高田あゆみ）（DPG - 2013年12月1日、2014年2月3日 - 2014年12月25日）
- ささかまリス子（安藤紗々）（2013年9月 - 2014年8月）
- すーちーぱいぱい（2013年10月24日 - 2014年3月31日）
- 朝比奈P夕子（2014年2月3日 - ?）
- 李星帆（2014年12月15日 - ?）
- 塚本舞（2014年12月15日 - 2017年3月17日）
- ケンドー・チャン → 泉茉里（2015年6月12日 - 2018年9月9日）
- 鏡るびい（2016年7月15日 - 2019年3月31日）
- 麻宮みずほ（2017年1月6日 - 2017年10月29日）
- 浅森咲希奈（2018年9月 - 2019年3月31日）
- Mai-kou（2018年10月 - 2019年3月17日）

## ディスコグラフィー

### DPG

#### シングル
| #   | リリース日    | タイトル                                                         | レーベル                            | 品番     | 収録曲                                                                    | 備考          |
| --- | ------------- | ---------------------------------------------------------------- | ----------------------------------- | -------- | ------------------------------------------------------------------------- | ------------- |
| 1st | 2013年8月7日  | 夏の魔物エンタメユニット『DPG』登場!!!                           | 虎の穴レコード                      | TRAN-001 | リングの魔物 サマーロマンサー キュンキュンポンプ                          |               |
| 2nd | 2014年2月15日 | 恋シチャイナRPG/バンキュッボン                                   | 虎の穴レコード                      |          | 恋シチャイナRPG バンキュッボン 恋シチャイナRPG(FUNKOTER’S EDIT)           |               |
| 3rd | 2014年6月25日 | スーパーエンタメ大戦 夏の魔物エンタメユニット DPG VS ブラックDPG | 虎の穴レコード / SPACE SHOWER MUSIC | DQC-1304 | キカイノココロ ダダダダダン キカイノココロ (FUNKOT魔改造 BY DJ JET BARON) | DPG盤         |
| 3rd | 2014年6月25日 | スーパーエンタメ大戦 夏の魔物エンタメユニット DPG VS ブラックDPG | 虎の穴レコード / SPACE SHOWER MUSIC | DQC-1305 | キカイノココロ ダダダダダン キカイノココロ (FUNKOT魔改造 BY DJ JET BARON) | ブラックDPG盤 |
| 3rd | 2014年6月25日 | スーパーエンタメ大戦 夏の魔物エンタメユニット DPG VS ブラックDPG | 虎の穴レコード / SPACE SHOWER MUSIC | DQC-1306 | キカイノココロ ダダダダダン キカイノココロ (FUNKOT魔改造 BY DJ JET BARON) | VS盤          |
| 4th | 2015年1月14日 | 新生プロレス研究会                                               | 虎の穴レコード / SPACE SHOWER MUSIC | DQC-1417 | 爆裂レボリューション デス・デス                                           | DPG盤         |
| 4th | 2015年1月14日 | 新生プロレス研究会                                               | 虎の穴レコード / SPACE SHOWER MUSIC | DQC-1418 | 爆裂レボリューション デス・デス                                           | ブラックDPG盤 |
| 4th | 2015年1月14日 | 新生プロレス研究会                                               | 虎の穴レコード / SPACE SHOWER MUSIC | DQC-1419 | 爆裂レボリューション デス・デス                                           | VS盤          |

### 夏の魔物

#### シングル
| #   | リリース日    | タイトル                                           | レーベル         | 品番       | 収録曲 | 備考                   |
| --- | ------------- | -------------------------------------------------- | ---------------- | ---------- | --- | ---------------------- |
| 1st | 2015年8月26日 | 恋愛至上主義サマーエブリデイ／どきめきライブ・ラリ | ポニーキャニオン | PCCA-04265 | 恋愛至上主義サマーエブリデイ どきめきライブ・ラリ 絶句東京 恋愛至上主義サマーエブリデイ（Inst.） どきめきライブ・ラリ（Inst.） 絶句東京（Inst.）                                           | イラストジャケットVer. |
| 1st | 2015年8月26日 | 恋愛至上主義サマーエブリデイ／どきめきライブ・ラリ | ポニーキャニオン | PCCA-04266 | 恋愛至上主義サマーエブリデイ どきめきライブ・ラリ 絶句東京 恋愛至上主義サマーエブリデイ（Inst.） どきめきライブ・ラリ（Inst.） 絶句東京（Inst.）                                           | 夏の魔物Ver.           |
| 1st | 2015年8月26日 | 恋愛至上主義サマーエブリデイ／どきめきライブ・ラリ | ポニーキャニオン | PCCA-04267 | 恋愛至上主義サマーエブリデイ どきめきライブ・ラリ 絶句東京 恋愛至上主義サマーエブリデイ（Inst.） どきめきライブ・ラリ（Inst.） 絶句東京（Inst.）                                           | ブラックDPG Ver.       |
| 2nd | 2016年1月20日 | 東京妄想フォーエバーヤング／ダーリン no cry!!!     | ポニーキャニオン | PCCA-04334 | 東京妄想フォーエバーヤング ダーリン no cry!!! 邪８８ 東京妄想フォーエバーヤング（Inst.） ダーリン no cry!!!（Inst.） 邪８８（Inst.）                                                       | イラストジャケットVer. |
| 2nd | 2016年1月20日 | 東京妄想フォーエバーヤング／ダーリン no cry!!!     | ポニーキャニオン | PCCA-04335 | 東京妄想フォーエバーヤング ダーリン no cry!!! 邪８８ 東京妄想フォーエバーヤング（Inst.） ダーリン no cry!!!（Inst.） 邪８８（Inst.）                                                       | 夏の魔物Ver.           |
| 2nd | 2016年1月20日 | 東京妄想フォーエバーヤング／ダーリン no cry!!!     | ポニーキャニオン | PCCA-04336 | 東京妄想フォーエバーヤング ダーリン no cry!!! 邪８８ 東京妄想フォーエバーヤング（Inst.） ダーリン no cry!!!（Inst.） 邪８８（Inst.）                                                       | ブラックDPG Ver.       |
| 3rd | 2016年6月22日 | 魔物、BOM-BA-YE ～魂ノ覚醒編～／バイバイトレイン   | ポニーキャニオン | PCCA-04389 | 魔物、BOM-BA-YE ～魂ノ覚醒編～ バイバイトレイン グギギギギギギギ デッドエンド！ 魔物、BOM-BA-YE ～魂ノ覚醒編～（Inst.） バイバイトレイン（Inst.） グギギギギギギギ デッドエンド！（Inst.） | イラストジャケットVer. |
| 3rd | 2016年6月22日 | 魔物、BOM-BA-YE ～魂ノ覚醒編～／バイバイトレイン   | ポニーキャニオン | PCCA-04390 | 魔物、BOM-BA-YE ～魂ノ覚醒編～ バイバイトレイン グギギギギギギギ デッドエンド！ 魔物、BOM-BA-YE ～魂ノ覚醒編～（Inst.） バイバイトレイン（Inst.） グギギギギギギギ デッドエンド！（Inst.） | 夏の魔物Ver.           |
| 3rd | 2016年6月22日 | 魔物、BOM-BA-YE ～魂ノ覚醒編～／バイバイトレイン   | ポニーキャニオン | PCCA-04391 | 魔物、BOM-BA-YE ～魂ノ覚醒編～ バイバイトレイン グギギギギギギギ デッドエンド！ 魔物、BOM-BA-YE ～魂ノ覚醒編～（Inst.） バイバイトレイン（Inst.） グギギギギギギギ デッドエンド！（Inst.） | ブラックDPG Ver.       |

#### アルバム
| #   | リリース日   | タイトル | レーベル         | 品番       | 収録曲 | 備考                  |
| --- | ------------ | -------- | ---------------- | ---------- | --- | --------------------- |
| 1st | 2016年9月7日 | 夏の魔物 | ポニーキャニオン | PCCA-04414 | 恋愛至上主義サマーエブリデイ どきめきライブ・ラリ 東京妄想フォーエバーヤング ダーリンno cry!! 魔物、BOM-BA-YE 〜魂ノ覚醒編〜 バイバイトレイン SUNSET HEART ATTACK（リアレンジ） リングの魔物（リアレンジ） 他 | 初回限定盤A（CD+DVD） |
| 1st | 2016年9月7日 | 夏の魔物 | ポニーキャニオン | PCCA-04415 | 恋愛至上主義サマーエブリデイ どきめきライブ・ラリ 東京妄想フォーエバーヤング ダーリンno cry!! 魔物、BOM-BA-YE 〜魂ノ覚醒編〜 バイバイトレイン SUNSET HEART ATTACK（リアレンジ） リングの魔物（リアレンジ） 他 | 初回限定盤B（2CD）    |
| 1st | 2016年9月7日 | 夏の魔物 | ポニーキャニオン | PCCA-04416 | 恋愛至上主義サマーエブリデイ どきめきライブ・ラリ 東京妄想フォーエバーヤング ダーリンno cry!! 魔物、BOM-BA-YE 〜魂ノ覚醒編〜 バイバイトレイン SUNSET HEART ATTACK（リアレンジ） リングの魔物（リアレンジ） 他 | 通常盤（CD only）     |

### THE 夏の魔物

#### シングル
| #   | リリース日    | タイトル               | レーベル       | 品番      | 収録曲                               | 備考                           |
| --- | ------------- | ---------------------- | -------------- | --------- | ------------------------------------ | ------------------------------ |
| 1st | 2017年3月15日 | 僕と君のロックンロール | MAMONO RECORDS | NNMM-0001 | 僕と君のロックンロール over the hill | 出会い盤                       |
| 1st | 2017年3月15日 | 僕と君のロックンロール | MAMONO RECORDS | NNMM-0002 | 僕と君のロックンロール over the hill | 別れ盤                         |
| 2nd | 2018年7月20日 | 音楽の魔物             | MAMONO RECORDS |           | 音楽の魔物 ケモマモハート            | ジャケットデザイン：原田ちあき |

#### アルバム
| #   | リリース日     | タイトル                                         | レーベル                 | 品番       | 収録曲 | 備考                |
| --- | -------------- | ------------------------------------------------ | ------------------------ | ---------- | --- | ------------------- |
| 1st | 2017年10月25日 | THE 夏の魔物                                     | VAP                      | VPCC-81986 | 1. 涙。 2. 魔物BOM-BA-YE ～魂ノ覚醒編～ | TYPE A              |
| 1st | 2017年10月25日 | THE 夏の魔物                                     | VAP                      | VPCC-81987 | 1. 涙。 2. 魔物BOM-BA-YE ～魂ノ覚醒編～ | TYPE B              |
| 2nd | 2018年12月19日 | この部屋が世界のすべてである僕、あるいは君の物語 | ビクターエンタテイメント | VIZL-1504  | 1. 誰にも邪魔されない部屋で始まる君のための協奏曲、第壱楽章 2. コンプレクサー狂想組曲 3. 音楽の魔物 4. Matsuri Grrrl 5. 恋の天国はケモマモハート 6. ミックステープ 7. あいゆめじごく 8. 生きとし生けるすべてのバカ者たちへ 9. さよならメモリー 10. 恋愛至上主義サマーエブリデイ | DVD付きの初回限定盤 |
| 2nd | 2018年12月19日 | この部屋が世界のすべてである僕、あるいは君の物語 | ビクターエンタテイメント | VICL-65089 | 1. 誰にも邪魔されない部屋で始まる君のための協奏曲、第壱楽章 2. コンプレクサー狂想組曲 3. 音楽の魔物 4. Matsuri Grrrl 5. 恋の天国はケモマモハート 6. ミックステープ 7. あいゆめじごく 8. 生きとし生けるすべてのバカ者たちへ 9. さよならメモリー 10. 恋愛至上主義サマーエブリデイ | 通常盤              |

#### ミニアルバム
| #   | リリース日     | タイトル                  | レーベル | 品番       | 収録曲                             | 備考       |
| --- | -------------- | ------------------------- | -------- | ---------- | ---------------------------------- | ---------- |
| 1st | 2017年10月25日 | シン・マモノボンバイエ EP | VAP      | VPCC-82342 | シン・魔物BOM-BA-YE ～魂ノ共鳴編～ | 通常盤     |
| 1st | 2017年10月25日 | シン・マモノボンバイエ EP | VAP      | VPCC-82343 | シン・魔物BOM-BA-YE ～魂ノ共鳴編～ | ガールズ盤 |